# Eduard Anhaltský
Eduard Anhaltský (Eduard Jiří Vilém Maxmilián; 18. dubna 1861, Dessau – 13. září 1918, Berchtesgaden) byl německý princ z rodu Askánců a od dubna do září 1918 předposledním vládcem anhaltského vévodství.

## Mládí
Eduard se narodil v Dessau, hlavním městě království, v roce 1861 jako třetí syn vévody Fridricha I. Anhaltského a jeho manželky Antonie Sasko-Altenburské. Protože nejstarší Eduardův bratr Leopold zemřel v roce 1886 bez mužských potomků a další bratr Fridrich neměl děti, stal se Eduard po otcově smrti v roce 1904 dědičným anhaltským princem a dědicem svého bratra.

## Vláda
Eduard se stal vévodou po smrti svého bratra Fridricha II. 21. dubna 1918. Jeho krátká vláda však skončila o necelých pět měsíců později jeho smrtí. Jeho nástupcem se stal jeho nejstarší žijící syn, sedmnáctiletý Jáchym Arnošt, za něhož vládl jako regent Eduardův mladší bratr Aribert.

## Manželství a potomci
6. února 1895 se třiatřicetiletý Eduard v Altenburgu oženil s o dvanáct let mladší princeznou Luisou Šarlotou, nejmladší dcerou prince Mořice Sasko-Altenburského a jeho manželky Augusty Sasko-Meiningenské. Do rozvodu v roce 1918 se manželům narodilo šest dětí:
- Frederika Anhaltská (*/† 1896)
- Leopold Anhaltský (10. února 1897 – 26. prosince 1898)
- Marie Augusta Anhaltská (10. června 1898 – 22. května 1983),
⚭ 1916 Jáchym Pruský (17. prosince 1890 – 18. července 1920), manželé se rozvedli v roce 1919, o rok později spáchal Jáchym Pruský sebevraždu
⚭ 1926 Johannes-Michael, svobodný pán z Loenu, rozvedli se v roce 1935
- Jáchym Arnošt Anhaltský (11. ledna 1901 – 18. února 1947), poslední anhaltský vévoda, od roku 1918 do své smrti byl hlavou dynastie Askánců,
⚭ 1927 Elisabeth Strickrodtová (3. září 1903 – 5. ledna 1971), rozvedli se v roce 1929
⚭ 1929 Editha Marwitz von Stephani (20. srpna 1905 – 22. února 1986)
- Evžen Anhaltský (17. dubna 1903 – 2. září 1980), ⚭ 1935 Anastasia Jungmeier (25. července 1901 – 19. února 1970)
- Wolfgang Anhaltský (12. července 1912 – 10. dubna 1936), svobodný a bezdětný

## Vývod z předků
|                  |                                         |  |                                              |                                        |  |  |  |  |  |  |  | Leopold III. Anhaltsko-Desavský |
|                  |                                         |  |                                              |                                        |  |  |  |  |  |  |  |                                 |
|                  | Fridrich Anhaltsko-Desavský             |  |                                              |                                        |  |  |  |  |  |  |  |                                 |
|                  |                                         |  |                                              |                                        |  |  |  |  |  |  |  |                                 |
|                  |                                         |  |                                              | Luisa Braniborsko-Schwedtská           |  |  |  |  |  |  |  |                                 |
|                  |                                         |  |                                              |                                        |  |  |  |  |  |  |  |                                 |
|                  | Leopold IV. Anhaltský                   |  |                                              |                                        |  |  |  |  |  |  |  |                                 |
|                  |                                         |  |                                              |                                        |  |  |  |  |  |  |  |                                 |
|                  |                                         |  |                                              | Fridrich V. Hesensko-Homburský         |  |  |  |  |  |  |  |                                 |
|                  |                                         |  |                                              |                                        |  |  |  |  |  |  |  |                                 |
|                  | Amálie Hesensko-Homburská               |  |                                              |                                        |  |  |  |  |  |  |  |                                 |
|                  |                                         |  |                                              |                                        |  |  |  |  |  |  |  |                                 |
|                  |                                         |  |                                              | Karolína Hesensko-Darmstadtská         |  |  |  |  |  |  |  |                                 |
|                  |                                         |  |                                              |                                        |  |  |  |  |  |  |  |                                 |
|                  | Fridrich I. Anhaltský                   |  |                                              |                                        |  |  |  |  |  |  |  |                                 |
|                  |                                         |  |                                              |                                        |  |  |  |  |  |  |  |                                 |
|                  |                                         |  |                                              | Fridrich Vilém II.                     |  |  |  |  |  |  |  |                                 |
|                  |                                         |  |                                              |                                        |  |  |  |  |  |  |  |                                 |
|                  | Ludvík Karel Pruský                     |  |                                              |                                        |  |  |  |  |  |  |  |                                 |
|                  |                                         |  |                                              |                                        |  |  |  |  |  |  |  |                                 |
|                  |                                         |  |                                              | Frederika Luisa Hesensko-Darmstadtská  |  |  |  |  |  |  |  |                                 |
|                  |                                         |  |                                              |                                        |  |  |  |  |  |  |  |                                 |
|                  | Bedřiška Vilemína Pruská                |  |                                              |                                        |  |  |  |  |  |  |  |                                 |
|                  |                                         |  |                                              |                                        |  |  |  |  |  |  |  |                                 |
|                  |                                         |  |                                              | Karel II. Meklenbursko-Střelický       |  |  |  |  |  |  |  |                                 |
|                  |                                         |  |                                              |                                        |  |  |  |  |  |  |  |                                 |
|                  | Frederika Meklenbursko-Střelická        |  |                                              |                                        |  |  |  |  |  |  |  |                                 |
|                  |                                         |  |                                              |                                        |  |  |  |  |  |  |  |                                 |
|                  |                                         |  |                                              | Frederika Hesensko-Darmstadtská        |  |  |  |  |  |  |  |                                 |
|                  |                                         |  |                                              |                                        |  |  |  |  |  |  |  |                                 |
| Eduard Anhaltský |                                         |  |                                              |                                        |  |  |  |  |  |  |  |                                 |
|                  |                                         |  |                                              |                                        |  |  |  |  |  |  |  |                                 |
|                  |                                         |  | Arnošt Fridrich III. Sasko-Hildburghausenský |                                        |  |  |  |  |  |  |  |                                 |
|                  |                                         |  |                                              |                                        |  |  |  |  |  |  |  |                                 |
|                  | Fridrich Sasko-Altenburský              |  |                                              |                                        |  |  |  |  |  |  |  |                                 |
|                  |                                         |  |                                              |                                        |  |  |  |  |  |  |  |                                 |
|                  |                                         |  |                                              | Ernestina Sasko-Výmarská               |  |  |  |  |  |  |  |                                 |
|                  |                                         |  |                                              |                                        |  |  |  |  |  |  |  |                                 |
|                  | Eduard Sasko-Altenburský                |  |                                              |                                        |  |  |  |  |  |  |  |                                 |
|                  |                                         |  |                                              |                                        |  |  |  |  |  |  |  |                                 |
|                  |                                         |  |                                              | Karel II. Meklenbursko-Střelický       |  |  |  |  |  |  |  |                                 |
|                  |                                         |  |                                              |                                        |  |  |  |  |  |  |  |                                 |
|                  | Šarlota Georgina Meklenbursko-Střelická |  |                                              |                                        |  |  |  |  |  |  |  |                                 |
|                  |                                         |  |                                              |                                        |  |  |  |  |  |  |  |                                 |
|                  |                                         |  |                                              | Frederika Hesensko-Darmstadtská        |  |  |  |  |  |  |  |                                 |
|                  |                                         |  |                                              |                                        |  |  |  |  |  |  |  |                                 |
|                  | Antonie Sasko-Altenburská               |  |                                              |                                        |  |  |  |  |  |  |  |                                 |
|                  |                                         |  |                                              |                                        |  |  |  |  |  |  |  |                                 |
|                  |                                         |  |                                              | Antonín Alois Hohenzollern-Sigmaringen |  |  |  |  |  |  |  |                                 |
|                  |                                         |  |                                              |                                        |  |  |  |  |  |  |  |                                 |
|                  | Karel von Hohenzollern-Sigmaringen      |  |                                              |                                        |  |  |  |  |  |  |  |                                 |
|                  |                                         |  |                                              |                                        |  |  |  |  |  |  |  |                                 |
|                  |                                         |  |                                              | Amálie Zephyrine ze Salm-Kyrburgu      |  |  |  |  |  |  |  |                                 |
|                  |                                         |  |                                              |                                        |  |  |  |  |  |  |  |                                 |
|                  | Amalie von Hohenzollern-Sigmaringen     |  |                                              |                                        |  |  |  |  |  |  |  |                                 |
|                  |                                         |  |                                              |                                        |  |  |  |  |  |  |  |                                 |
|                  |                                         |  |                                              | Pierre Murat                           |  |  |  |  |  |  |  |                                 |
|                  |                                         |  |                                              |                                        |  |  |  |  |  |  |  |                                 |
|                  | Marie Antoinette Muratová               |  |                                              |                                        |  |  |  |  |  |  |  |                                 |
|                  |                                         |  |                                              |                                        |  |  |  |  |  |  |  |                                 |
|                  |                                         |  |                                              | Louise d'Astorg                        |  |  |  |  |  |  |  |                                 |
|                  |                                         |  |                                              |                                        |  |  |  |  |  |  |  |                                 |